# 8284 Cranach
8284 Cranach è un asteroide della fascia principale. Scoperto nel 1991, presenta un'orbita caratterizzata da un semiasse maggiore pari a 3,1036772 UA e da un'eccentricità di 0,1381625, inclinata di 11,59618° rispetto all'eclittica.